# اوردا خان

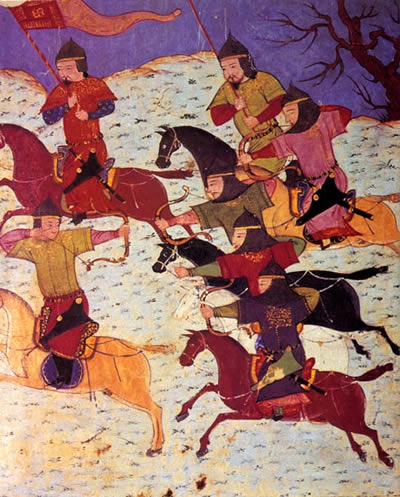
اوردا خان

اوردا خان (پیش از ۱۲۰۵ - حدود ۱۲۸۰) پسر بزرگ جوجی خان و بزرگ‌ترین نوه چنگیزخان بود. او برادر معروفتر باتوخان و برکه خان و سیبان بود.
میراثی که در هنگام مرگ پدر و پدربزرگ به اورداخان رسید، سلطه بر اردوی سفید بود که بخشی از اردوی زرین بعدی را تشکیل داد. قلمرو اختصاص داده شده به اوردا خان از دریاچه بالخاش تا رود ولگا را دربر می‌گرفت. او از ۱۲۲۶ / ۱۲۲۷ تا حدود ۱۲۸۰ بر این قلمرو فرمانروایی کرد. اوردا خان منطقه بین رشته‌کوه اورال و رود ایرتیش را با برادرش سیبان تقسیم کرد.
اوردا در لشکرکشی‌های برادرش باتو به اروپا بین سال‌های ۱۲۳۷ و ۱۲۴۲ شرکت کرد و به همراه گیوک خان، برکه خان و منگوقاآن یکی از فرماندهان این تهاجمات بود. درحالی که باتوخان همواره جاه‌طلب قدرتی بیشتر بود، اوردا بیشتر در حاشیه ماند. 
اطلاعات کمی در مورد همسران و فرزندان اوردا وجود دارد. با این حال، بسیاری از فرمانروایان مغول بعداً شجره خانوادگی خود را به او برمی‌گردانند. نام اوردا احتمالاً نام واقعی او نیست و می‌تواند شکل تحریف‌شده واژه مغولی اردو باشد. احتمالاً اردوخان با آلاش خان، رهبر افسانه‌ای قزاق همزمان بوده‌است.